# Dunkirk (soundtrack)
Dunkirk is de originele soundtrack van de film met dezelfde titel, die werd gecomponeerd door Hans Zimmer. Het album werd op 21 juli 2017 uitgebracht door WaterTower Music.
Op 1 januari 2016 begon Zimmer met het componeren zonder geschoten beeldmateriaal aan het album. Hij componeerde bijna alle nummers die op het album staan. Bij enkele tracks werd hij geholpen door Lorne Balfe en Benjamin Wallfisch. Ook bevat de soundtrack bij enkele tracks een stukje melodie van Edward Elgar, waarbij het beste is te horen bij het nummer "Variation 15 (Dunkirk)" gebaseerd op de "Enigmavariaties". De soundtrack kan op sommige momenten omschreven worden als bombastische filmmuziek en met het geluid van een tikkende klok. De muziek werd uitgevoerd door elektronische muziekinstrumenten in combinatie met een traditioneel symfonieorkest onder leiding van Gavin Greenaway en Benjamin Wallfisch. Opnames vonden plaats in de AIR Lyndhurst Hall in Londen. Overige credits zijn voor Christopher Nolan en Hans Zimmer als album producer, Alex Gibson als supervising music editor, Ryan Rubin als music editor en Lorne Balfe als score producer. Ook werd er additioneel muziek toegeschreven aan Satnam Ramgotra, Andy Page en Andrew Kawczynski. Eerder creëerde Zimmer in zijn filmmuziek van Sherlock Holmes: A Game of Shadows en Interstellar ook al het geluid van een tikkende klok. Bij het nummer "The Mole" is in het tweede gedeelte een Shepardtoon auditieve illusie te horen, iets wat hij eerder ook al gebruikte bij de scènes van de Batpod (motorfiets) in de films The Dark Knight en The Dark Knight Rises. Eerder verscheen op 7 juli 2017 het nummer "Supermarine" op download-formaat. Op 29 juli 2017 kwam het album binnen op plaats 50 in de Vlaamse Ultratop 200 Albums.

## Nummers
| Nr. | Titel                    | Duur | Componist(en)                                                                    |
| --- | ------------------------ | ---- | -------------------------------------------------------------------------------- |
| 1   | "The Mole"               | 5:35 | Hans Zimmer (Includes a theme by Sir Edward Elgar)                               |
| 2   | "We Need Our Army Back"  | 6:28 | Hans Zimmer                                                                      |
| 3   | "Shivering Soldier"      | 2:52 | Hans Zimmer                                                                      |
| 4   | "Supermarine"            | 8:03 | Hans Zimmer                                                                      |
| 5   | "The Tide"               | 3:48 | Hans Zimmer (Includes a theme by Sir Edward Elgar)                               |
| 6   | "Regimental Brothers"    | 5:04 | Hans Zimmer & Lorne Balfe (Includes a theme by Sir Edward Elgar)                 |
| 7   | "Impulse"                | 2:36 | Hans Zimmer                                                                      |
| 8   | "Home"                   | 6:02 | Hans Zimmer & Benjamin Wallfisch (Includes a theme by Sir Edward Elgar)          |
| 9   | "The Oil"                | 6:10 | Hans Zimmer                                                                      |
| 10  | "Variation 15 (Dunkirk)" | 5:51 | Benjamin Wallfisch (Based on a theme by Sir Edward Elgar)                        |
| 11  | "End Titles"             | 7:12 | Benjamin Wallfisch, Lorne Balfe & Hans Zimmer (Includes a theme by Edward Elgar) |

## Solisten
- Nico Abondolo – contrabas
- Johnny Britt – trompet
- Ed Buller – synthesizer
- Steve Erdody – cello
- Tina Guo – cello, elektrische cello
- Jon Lewis – trompet
- Ben Powell – viool
- Satnam Ramgotra – percussie
- Howard Scarr – synthesizer
- Chas Smith – exotische instrumenten
- Hans Zimmer – synthesizer

## Hitnoteringen

### VlaamseUltratop 200 Albums
| Hitnotering: (Week 1 t/m 4) 29-07-2017 t/m 19-08-2017 Hitnotering: (Week 5) 02-09-2017 Hitnotering: (Week 6) 07-10-2017 | Hitnotering: (Week 1 t/m 4) 29-07-2017 t/m 19-08-2017 Hitnotering: (Week 5) 02-09-2017 Hitnotering: (Week 6) 07-10-2017 | Hitnotering: (Week 1 t/m 4) 29-07-2017 t/m 19-08-2017 Hitnotering: (Week 5) 02-09-2017 Hitnotering: (Week 6) 07-10-2017 | Hitnotering: (Week 1 t/m 4) 29-07-2017 t/m 19-08-2017 Hitnotering: (Week 5) 02-09-2017 Hitnotering: (Week 6) 07-10-2017 | Hitnotering: (Week 1 t/m 4) 29-07-2017 t/m 19-08-2017 Hitnotering: (Week 5) 02-09-2017 Hitnotering: (Week 6) 07-10-2017 | Hitnotering: (Week 1 t/m 4) 29-07-2017 t/m 19-08-2017 Hitnotering: (Week 5) 02-09-2017 Hitnotering: (Week 6) 07-10-2017 | Hitnotering: (Week 1 t/m 4) 29-07-2017 t/m 19-08-2017 Hitnotering: (Week 5) 02-09-2017 Hitnotering: (Week 6) 07-10-2017 | Hitnotering: (Week 1 t/m 4) 29-07-2017 t/m 19-08-2017 Hitnotering: (Week 5) 02-09-2017 Hitnotering: (Week 6) 07-10-2017 | Hitnotering: (Week 1 t/m 4) 29-07-2017 t/m 19-08-2017 Hitnotering: (Week 5) 02-09-2017 Hitnotering: (Week 6) 07-10-2017 | Hitnotering: (Week 1 t/m 4) 29-07-2017 t/m 19-08-2017 Hitnotering: (Week 5) 02-09-2017 Hitnotering: (Week 6) 07-10-2017 |
| Week: | 1 | 2 | 3 | 4 | | 5 | | 6 | |
| --- | --- | --- | --- | --- | --- | --- | --- | --- | --- |
| Positie: | 50 | 79 | 61 | 103 | uit | 112 | uit | 135 | uit |

### NPO Klassiek Filmmuziek Top 200
| Dunkirk in de NPO Klassiek Filmmuziek Top 200 | Dunkirk in de NPO Klassiek Filmmuziek Top 200 | Dunkirk in de NPO Klassiek Filmmuziek Top 200 |
| Jaar                                          | 2024                                          | 2025                                          |
| --------------------------------------------- | --------------------------------------------- | --------------------------------------------- |
| Positie                                       | 146                                           | 184                                           |

## Prijzen en nominaties
De filmmuziek van Dunkirk werd genomineerd bij de volgende prijsuitreikingen:
| Jaar | Prijs                 | Categorie                              | Genomineerde(n) | Uitslag     |
| ---- | --------------------- | -------------------------------------- | --------------- | ----------- |
| 2018 | Academy Award         | Beste filmmuziek                       | Hans Zimmer     | Genomineerd |
| 2018 | BAFTA Award           | Beste filmmuziek                       | Hans Zimmer     | Genomineerd |
| 2018 | Critics' Choice Award | Beste filmmuziek                       | Hans Zimmer     | Genomineerd |
| 2018 | Golden Globe          | Beste filmmuziek                       | Hans Zimmer     | Genomineerd |
| 2018 | Grammy Award          | Best Score Soundtrack for Visual Media | Hans Zimmer     | Genomineerd |
| 2018 | Satellite Award       | Beste soundtrack                       | Hans Zimmer     | Genomineerd |